# Западные Ганги
Династия Западных Гангов (канн. ಪಶ್ಚಿಮ ಗಂಗ ಸಂಸ್ಥಾನ) — древнеиндийская династия, правившая в Карнатаке в период с IV по XI век. Эту династию называют Западными Гангами с целью отличить её от династии Восточных Гангов, которая правила на территории современной Ориссы в XI — XV веках. Династия Западных Гангов пришла к власти, получив независимость от ослабнувшего южноиндийского государства Паллавов. Принято считать, что этому способствовали завоевательные походы Самудрагупты в Южную Индию. Западные Ганги сохраняли независимость в период с 350 по 550 год. Сначала их столицей был Колар, а позднее — Талакад на берегах реки Кавери в современном округе Майсур.
После того как набрала силу династия Чалукьев из Бадами, Западные Ганги стали вассалами правителей Чалукья и сражались на их стороне против Паллавов и Канчи. В 753 году, династия Раштракутов сменила Чалукьев как преобладающая сила в Деккане. После борьбы за автономию, продолжавшейся около столетия, Западные Ганги стали вассалами Раштракутов и успешно сражались вместе с ними против династии Чола из Танджавура. В конце X века к северу от реки Тунгабхадры Раштракутов вытеснили Западные Чалукьи, в то время как династия Чола усилилась к югу от Кавери. Влияние Западных Гангов в регионе подошло к концу около 1000 года, когда они потерпели поражение от Чолов.
Хотя государство Западных Гангов было небольшим по территории, его вклад в политику, культуру и литературу современной южной Карнатаки был весьма существенным. Западные Ганги отличались терпимостью ко всем вероисповеданиям, но особую известность получили за покровительство джайнизму. В период их правления были сооружены известные монументы в таких местах, как Шраванабелагола и Камбадахалли. Правители этой династии покровительствовали искусству, что привело к расцвету литературы на каннаде и санскрите. В этот период было написано много произведений на самые разные темы — от религии до руководств по ухаживанию за слонами. Одним из важных литературных произведений на языке каннада, написанных в период Западных Гангов, является «Чавундарая-пурана» авторства Чавундараи (978 год).

## Галерея

Галерея
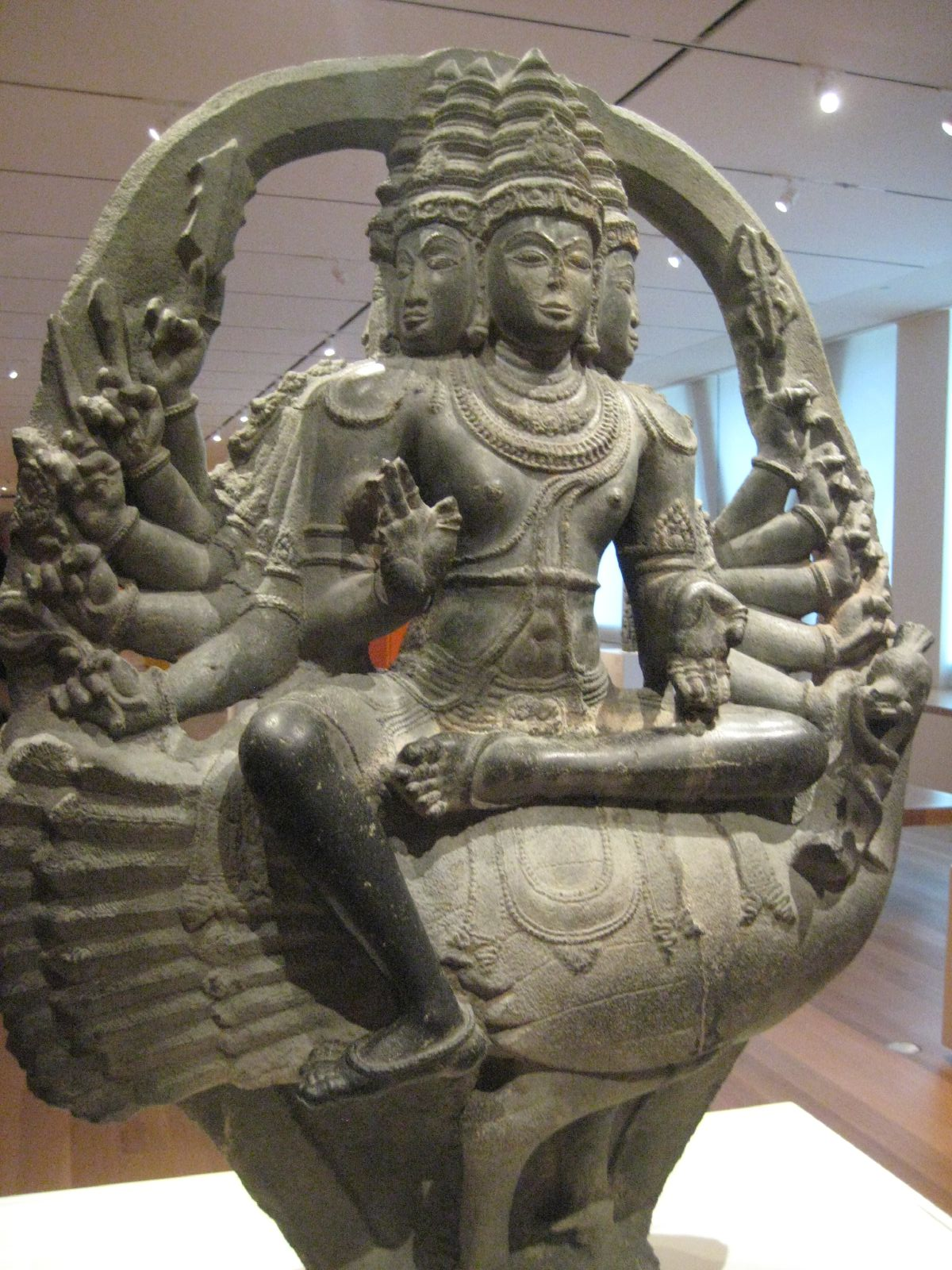
Скульптура картикейя
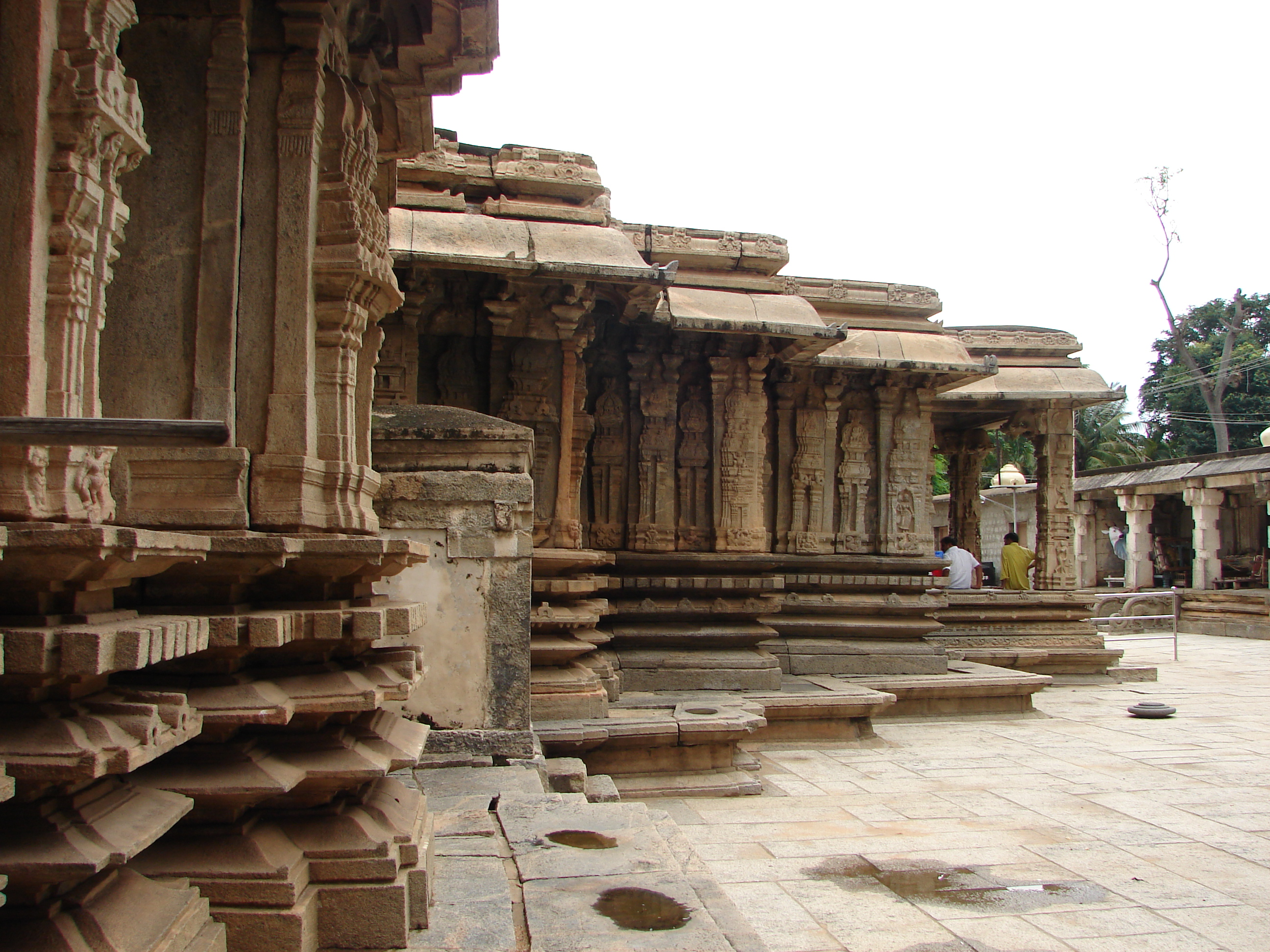
Храм Вайдяшвара в городе Талакад
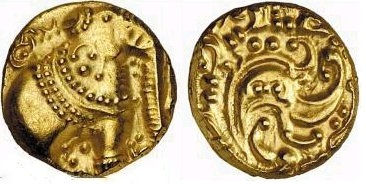
Монеты
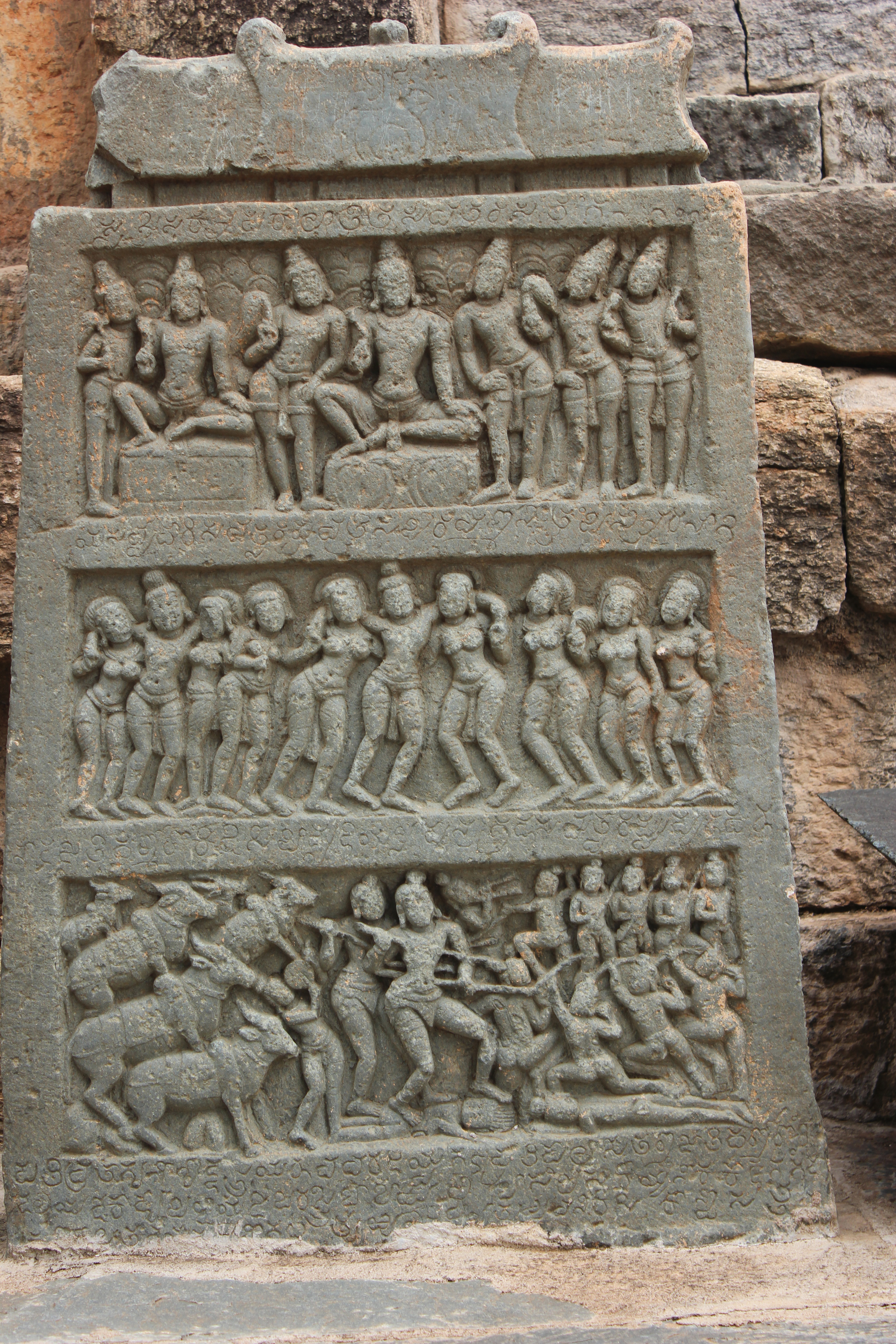
Памятники героям
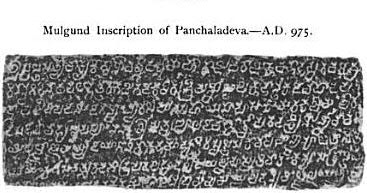
Надпись Халмади на языке каннада 925.г н.э